# Бризан, Джордж Игнатиус
Джордж Игнатиус Бризан (англ. George Ignatius Brizan; 31 октября 1942, Сент-Дэвид, колония Подветренные острова  — 18 февраля 2012, Сент-Джорджес, Гренада) — государственный деятель Гренады, премьер-министр (1995).

## Биография
Получи образование в сферах образования, экономики и истории в Университете Вест-Индии, Университете Калгари (бакалавр гуманитарных наук и искусств, магистр в области истории и экономики) и университете Карлтона (магистр в области международных экономических отношений).
В 1963—1984 гг. работал на государственной службе в Гренаде, прежде всего, в сфере образования. Был учителем средней школы, преподавателем и проректором Института повышения квалификации, в настоящее время Т. А. Marryshow Community College. Затем работал в должности директора по образованию (Chief Education Officer) в отраслевом министерстве.
- конец 1960-х гг. — в правительстве Гренады,
- 1970-е гг. — был одним из основателей движения New Jewel Movement, после отавки из правительства читал лекции по истории острова, которые пользовались большой популярностью в студенческой среде,
- с 1984 г. — три срока избирается депутатом Палаты представителей, изначально от Новой национальной партии, 1984—1987 гг. — министр в правительстве страны,
- 1987 г. — один из основателей партии Национал-демократический конгресс (НДК) и её первый председатель,
- 1990—1992 гг. — министр финансов,
- 1992—1995 гг. — министр сельского хозяйства, торговли, промышленности, производства и энергетики. Как глава аграрного ведомства он пользовался большой популярностью среди работников отрасли, развивал программу выращивания мускатного ореха.
- 1995 г. — премьер-министр Гренады, одновременно министр иностранных и по вопросам национальной безопасности, сельского хозяйства и человеческих ресурсов. Его кабинет подвергался критике за проведение жестких мер в экономике, вследствие растущего внешнего долга и снижения экономической помощи со стороны США и уменьшение рентабельности в сельском хозяйстве после падения мировых цен на мускатный орех. В том же году его партия потерпела поражение на выборах, к власти пришла оппозиционная Новая национальная партия.
- 1999 г. — НДК из-за внутрипартийных разногласий теряет все места в парламенте, Бризан по состоянию здоровья уходит из политики, оставаясь экспертом по вопросам развития страны.